# Terenotriccus
Terenotriccus is een geslacht van zangvogels uit de familie Onychorhynchidae.

## Soorten
Het geslacht kent de volgende soort:
- Terenotriccus erythrurus – Roodstaarttiran